# Jean de Diest
Jean de Diest (en néerl. Jan van Diest), parfois mentionné Jean III de Diest, (mort le 1er juin 1340) fut évêque d'Utrecht de 1322 à 1340.

## Biographie
Jean était le deuxième fils de Arnoul V de Diest, sire de Diest, & de son épouse, Isabelle de Mortagne. D'abord prévôt de Cambrai, puis, en 1322, à la suggestion de Guillaume de Hollande et de Renaud II de Gueldre, il fut nommé évêque, au grand désarroi des chapitres d'Utrecht, qui avaient élu Jean de Bronkhorst (nl). Le pape Jean XXII a cependant déclaré invalide ce choix (confirmé par l'archevêque de Cologne) et a personnellement consacré évêque, Jean, à Avignon. Jean ne fut ordonné prêtre qu'en 1327.
Le règne de Jean de Diest marqua une période sombre pour le diocèse d'Utrecht. Elle était principalement caractérisée par des abus financiers et du népotisme à grande échelle. Lorsqu'il a pris ses fonctions, il avait déjà hérité d'une lourde dette de ses prédécesseurs. Il a aggravé la situation en achetant des marchandises dans l'Oversticht (nl). Non seulement la chevalerie en profita, mais aussi les comtes de Hollande et de Gueldre y virent leur chance. Ils accordèrent à l'évêque des crédits qui le placèrent entièrement sous leur contrôle. En 1331, ils conclurent un traité sur la base duquel le Sticht serait divisé. Guillaume menaça de s'approprier le Nedersticht (nl), et ce n'est que grâce à la résistance des sujets du Sticht que l'indépendance du diocèse ne fut pas perdue.
En 1333, à la mort de son frère aîné, Gérard, sans postérité mâle, il lui succède comme seigneur de Diest & châtelain d'Anvers. Tandis qu'à sa mort, le 1er juin 1340, son frère puiné, Thomas, seigneur de Zeelem, lui succèdera comme seigneur de Diest et poursuivra la lignée.
Jean de Diest a été enterré dans l'église du Dom, la Cathédrale Saint-Martin d'Utrecht.

## Armoiries

Armoiries selon l'Armorial de Bavière, le sceau de l'évêque ne montrent pas ces armoiries, mais la croix d'Utrecht, avec les armoiries de Diest comme écu central.
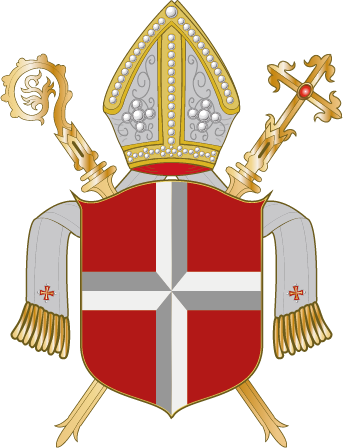
Les armes du Sticht d'Utrecht ou Principauté d'Utrecht.

## Sources
- (nl) Cet article est partiellement ou en totalité issu de l’article de Wikipédia en néerlandais intitulé « Jan van Diest » (voir la liste des auteurs).

Chronologie historique des Sires de Diest, en Brabant, par le Baron De Reiffenberg - 1844.